# 1939年のNFLドラフト
1939年のNFLドラフト（1939ねんのNFLどらふと）は、1938年12月9日に開催された第4回目のNFLドラフト。ニューヨークのニューヨーカー・ホテルで開催された。
ドラフト全体1位ではTCUのカイ・オルドリッチが指名された。2巡と4巡は5チームのみに指名権が与えられた。
ピッツバーグ・パイレーツは、1巡全体2位指名権をシカゴ・ベアーズに、2巡全体11位指名権をブルックリン・ドジャースにトレードした。
1938年のハイズマン賞受賞者のデイビー・オブライエンは、1巡全体4位でフィラデルフィア・イーグルスに指名された。

Tフォーメーション、QBがクォーターバック

この年指名された選手の中からシド・ラックマンがプロフットボール殿堂入りを果たしている。当時NFLドラフトに指名された選手の中には、プロフットボールでプレーする意志のない選手が多く、ラックマンもその1人であったが、シカゴ・ベアーズのオーナー、ジョージ・ハラスはラックマンをTフォーメーションのクォーターバックと期待して契約にこぎつけた。ラックマンは、1939年から1950年までシカゴ・ベアーズでプレーし、137タッチダウンパスをあげ、その間ベアーズは4回NFLチャンピオンとなった（1940年、1941年、1943年、1946年）。137タッチダウンパスをあげた彼は、長年ベアーズのチーム記録保持者であったが、2016年にジェイ・カトラーが彼の記録を更新した。近年のNFLのようにパス全盛期となる前の時代の選手であった彼は、1943年にNFL記録となるシーズン28タッチダウンパスを記録した。

## 指名選手一覧

### 1巡指名選手
| 指名順位 | チーム                       | 選手名                 | ポジション | 出身大学           |
| 1        | シカゴ・カージナルス         | カイ・オルドリッチ     | C          | TCU                |
| 2        | シカゴ・ベアーズ             | シド・ラックマン       | QB         | コロンビア大学     |
| 3        | クリーブランド・ラムズ       | パーカー・ホール       | バック     | ミシシッピ大学     |
| 4        | フィラデルフィア・イーグルス | デイビー・オブライエン | バック     | TCU                |
| 5        | ブルックリン・ドジャース     | ボブ・マクロード       | バック     | ダートマス大学     |
| 6        | シカゴ・ベアーズ             | ビル・オシュマンスキー | バック     | ホーリークロス大学 |
| 7        | デトロイト・ライオンズ       | ジョン・ピンゲル       | バック     | ミシガン州立大学   |
| 8        | ワシントン・レッドスキンズ   | I・B・ヘイル           | T          | TCU                |
| 9        | グリーンベイ・パッカーズ     | ラリー・ビューラー     | バック     | ミネソタ大学       |
| 10       | ニューヨーク・ジャイアンツ   | ウォルト・ニールセン   | バック     | アリゾナ大学       |

### 2巡以降の主な指名選手
| 指名順位 | チーム                       | 選手名                     | ポジション | 出身大学                  |
| 11       | ブルックリン・ドジャース     | クラレンス・マンダース     | FB         | ドレイク大学              |
| 12       | シカゴ・カージナルス         | マーシャル・ゴールドバーグ | TB         | ピッツバーグ大学          |
| 13       | クリーブランド・ラムズ       | ゲイロン・スミス           | FB         | サウスウェスタン大学      |
| 17       | ピッツバーグ・パイレーツ     | ビリー・パターソン         | TB         | ベイラー大学              |
| 20       | ブルックリン・ドジャース     | ワディ・ヤング             | OE         | オクラホマ大学            |
| 24       | グリーンベイ・パッカーズ     | チャーリー・ブロック       | C          | ネブラスカ大学            |
| 26       | ピッツバーグ・パイレーツ     | ヒュー・マカルー           | DB         | オクラホマ大学            |
| 38       | ワシントン・レッドスキンズ   | ディック・トッド           | バック     | テキサス農工大学          |
| 49       | グリーンベイ・パッカーズ     | ラリー・クレイグ           | E          | サウスカロライナ大学      |
| 76       | シカゴ・ベアーズ             | レイ・ブレイ               | G          | 西ミシガン大学            |
| 78       | ワシントン・レッドスキンズ   | ウィルバー・ムーア         | バック     | ミネソタ大学              |
| 98       | ワシントン・レッドスキンズ   | ジム・ジャーマン           | バック     | センター大学              |
| 103      | クリーブランド・ラムズ       | チェト・アダムズ           | T          | オハイオ大学              |
| 118      | ワシントン・レッドスキンズ   | スティーブ・スリビンスキー | G          | ワシントン大学            |
| 134      | フィラデルフィア・イーグルス | フォスター・ワトキンス     | バック     | ウェスト・テキサスA&M大学 |
| 138      | ワシントン・レッドスキンズ   | エリック・ティプトン       | バック     | デューク大学              |
| 148      | ワシントン・レッドスキンズ   | ディック・ファーマン       | T          | ワシントン州立大学        |
| 155      | ブルックリン・ドジャース     | ジョン・シーガル           | E          | コロンビア大学            |
| 158      | ワシントン・レッドスキンズ   | クライド・シュガート       | T          | アイオワ州立大学          |
| 166      | シカゴ・ベアーズ             | ソリー・シャーマン         | バック     | シカゴ大学                |
| 175      | ブルックリン・ドジャース     | フェレル・アンダーソン     | G          | カンザス大学              |
| 191      | シカゴ・ベアーズ             | アルド・フォーテイ         | T          | モンタナ大学              |

## 殿堂入り選手
この年のドラフトで指名された選手のうち、1名がプロフットボール殿堂入りを果たしている。
- シド・ラックマン - 1巡2位でシカゴ・ベアーズに指名された。1965年に殿堂入り。